# Cmentarz w Palmirach

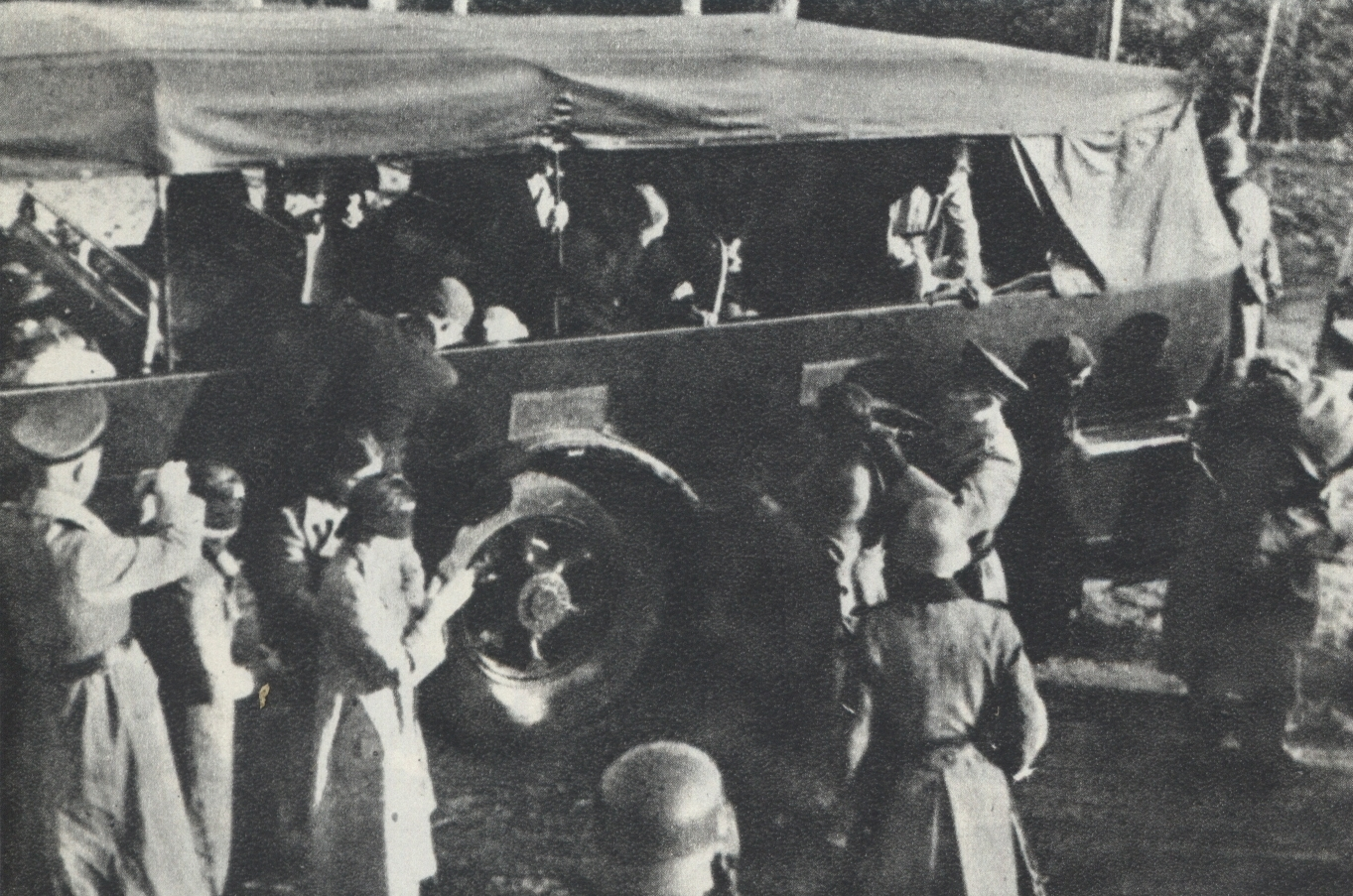
Wiązanie oczu przed egzekucją Palmiry 1940

Cmentarz w Palmirach – miejsce pamięci narodowej z grobami przeszło 2 tysięcy Polaków, zamordowanych przez Niemców w czasie II wojny światowej, w okresie od 1939 do 1943. Znajduje się na południe od wsi Palmiry w gminie Czosnów, w województwie mazowieckim, w Kampinoskim Parku Narodowym.
Podawana są różne liczby pochowanych: tablica informacyjna na cmentarzu podaje 2115 osób, gmina Czosnów, na której terenie leży cmentarz, informuje o 2204 pochowanych. Według innych źródeł pochowano tam 2252 osób.

## Historia

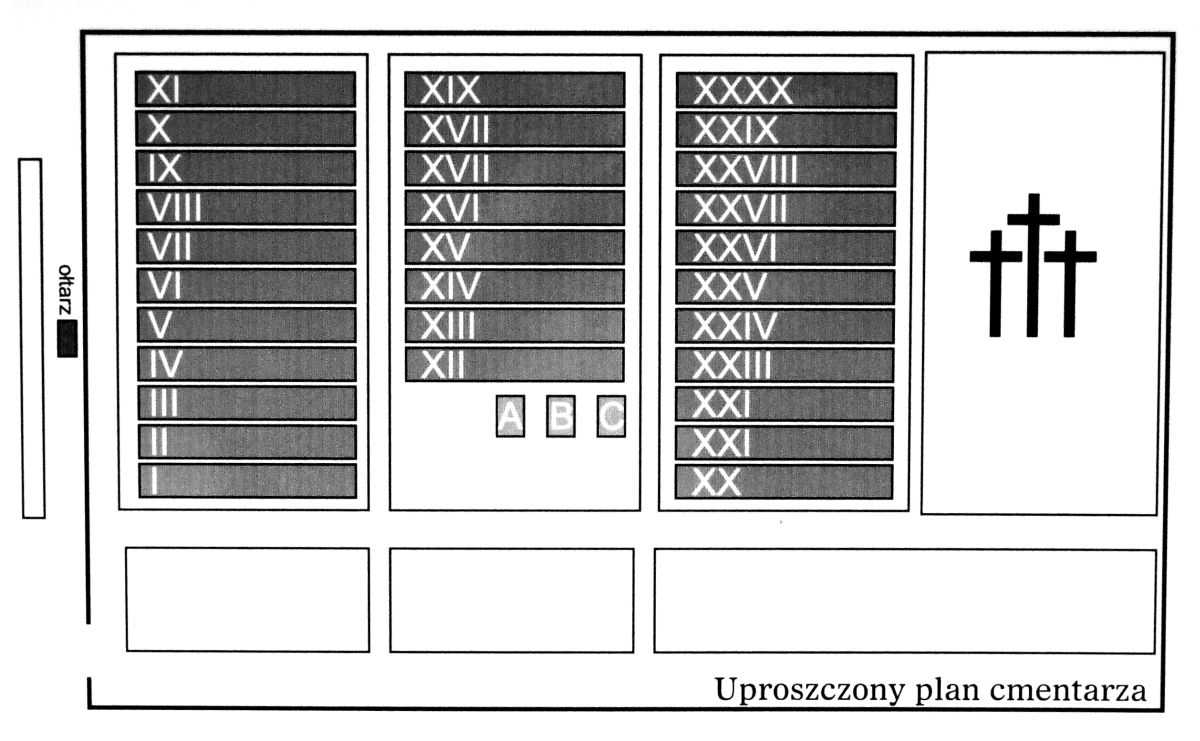
Plan cmentarza

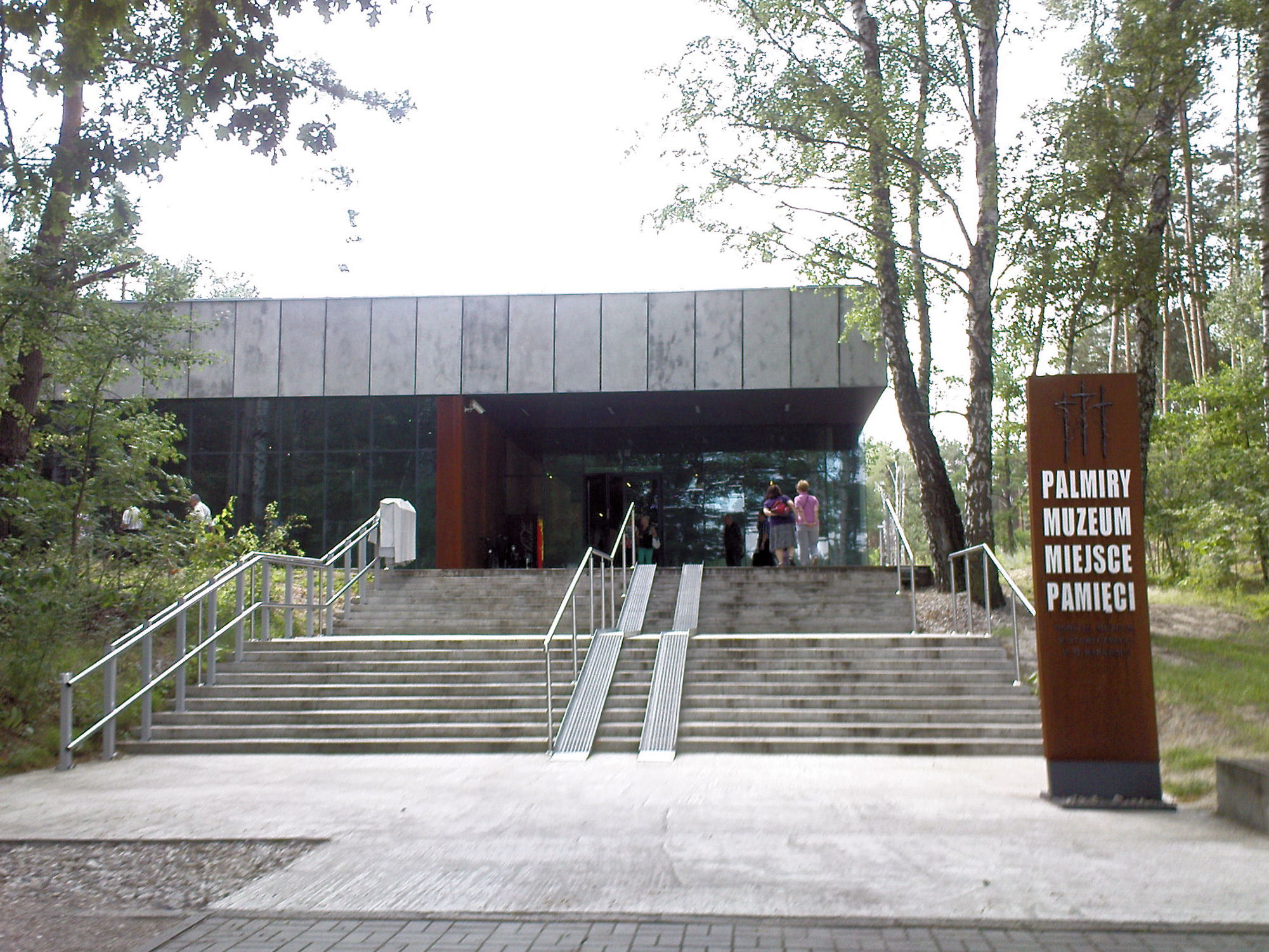
Muzeum w Palmirach

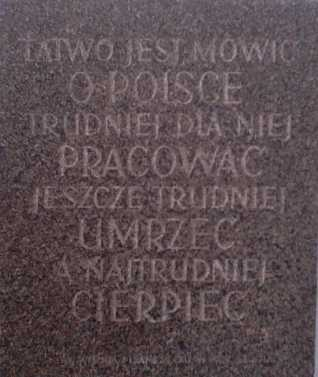
Napis przy wejściu

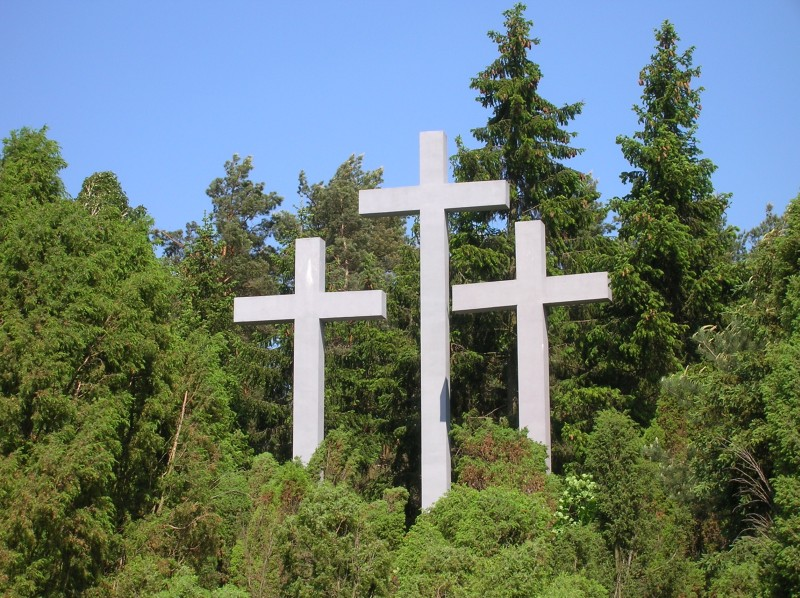
Krzyże w Palmirach

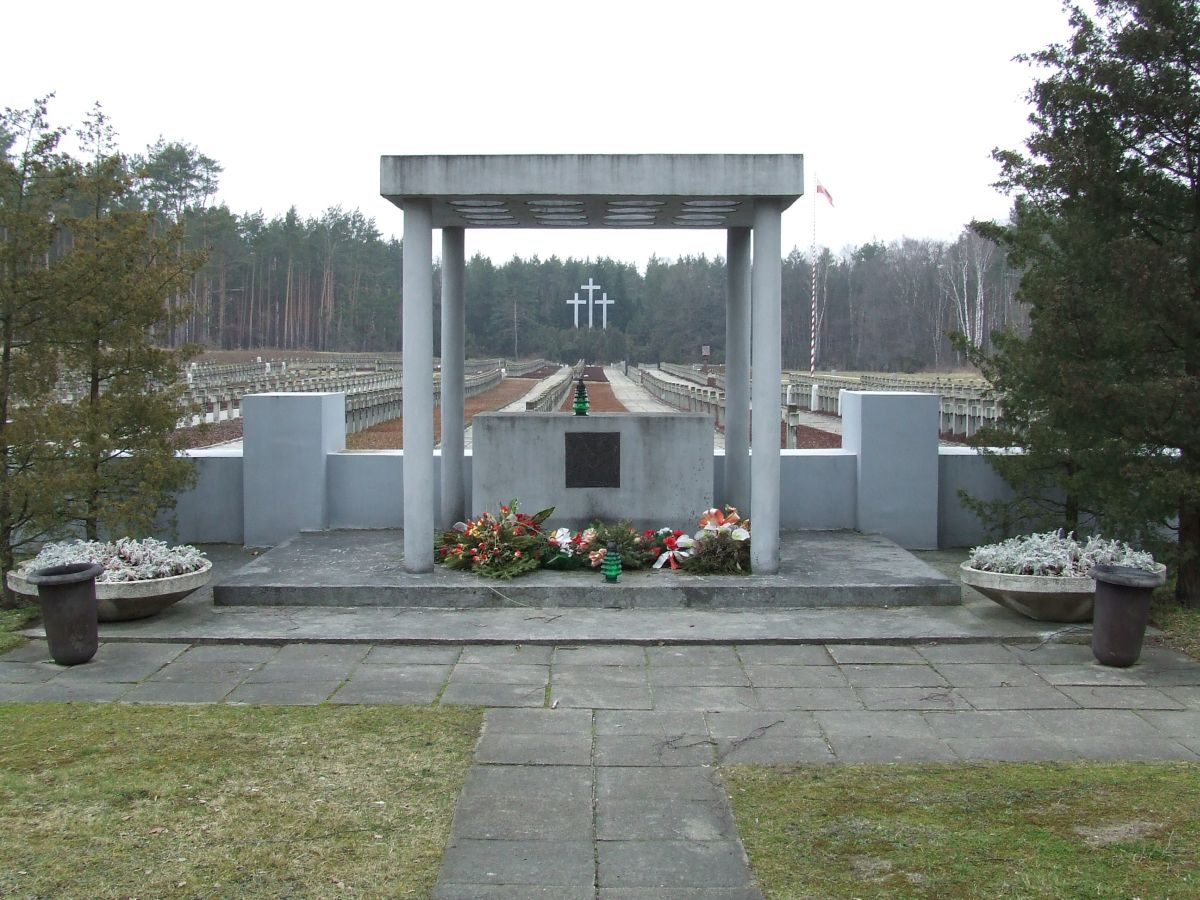
Główna oś cmentarza

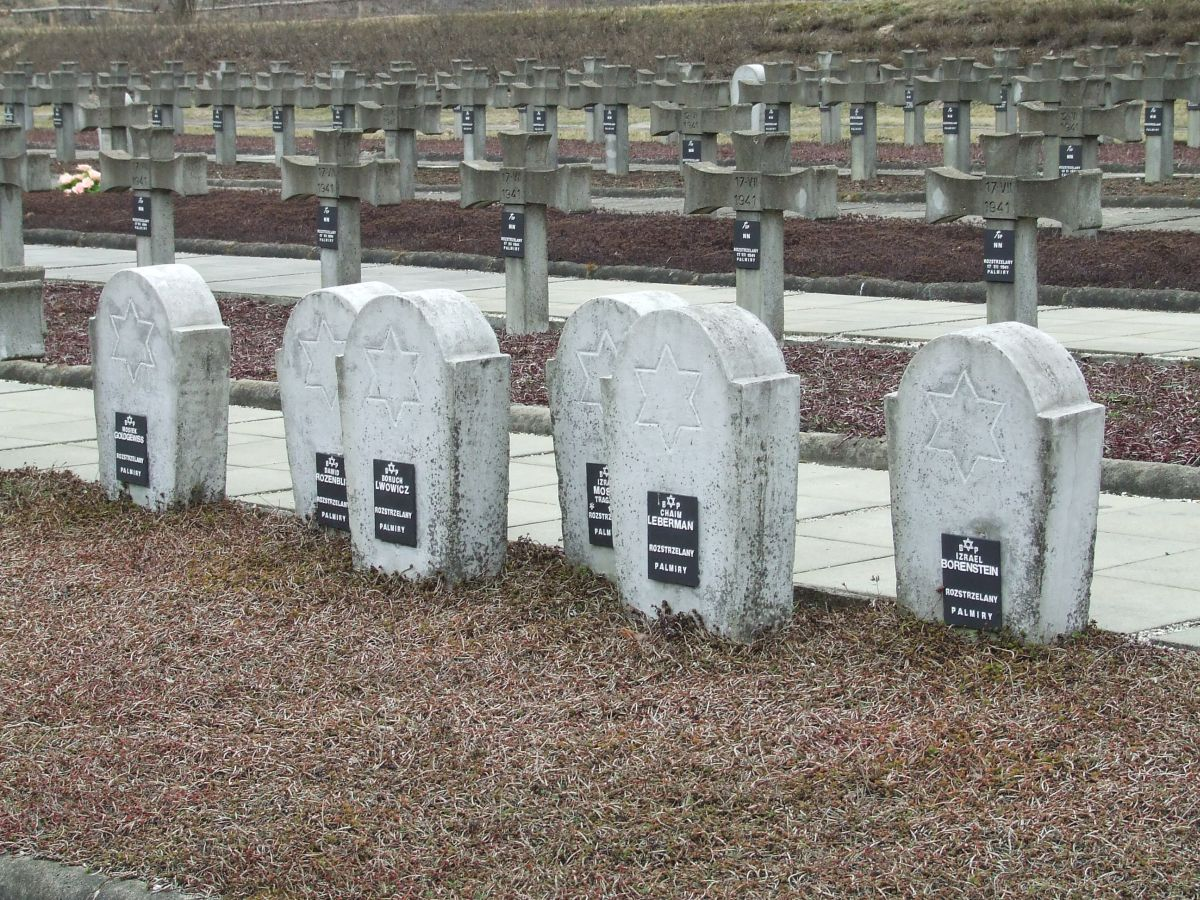
Krzyże i macewy w Palmirach

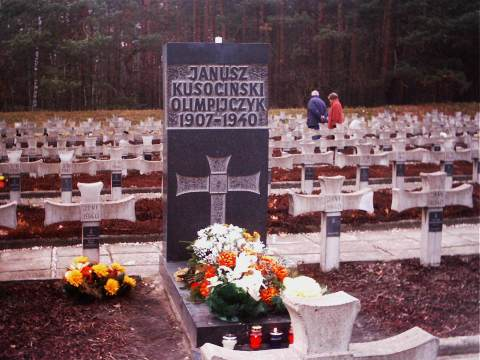
Grób Janusza Kusocińskiego

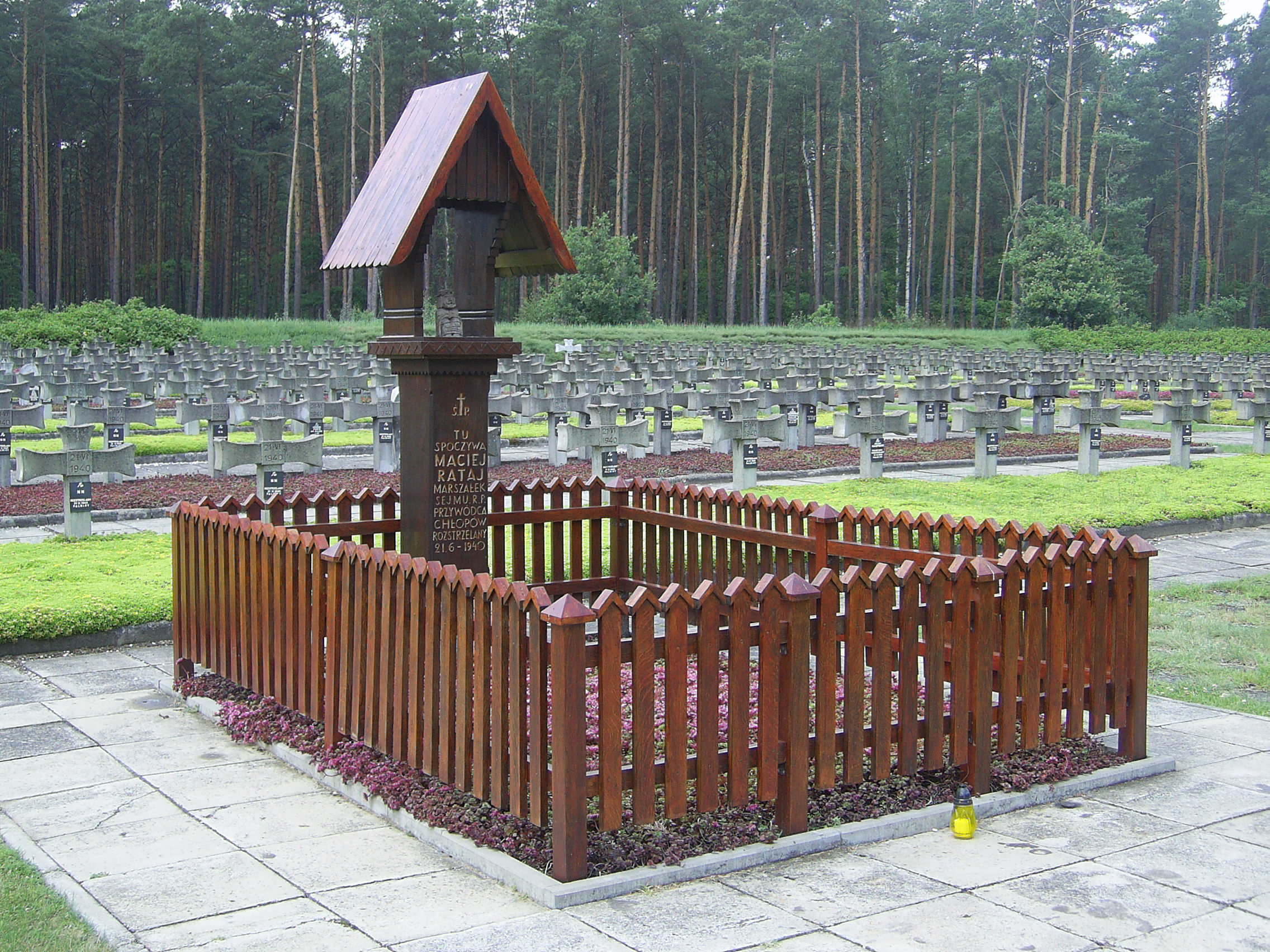
Grób Macieja Rataja

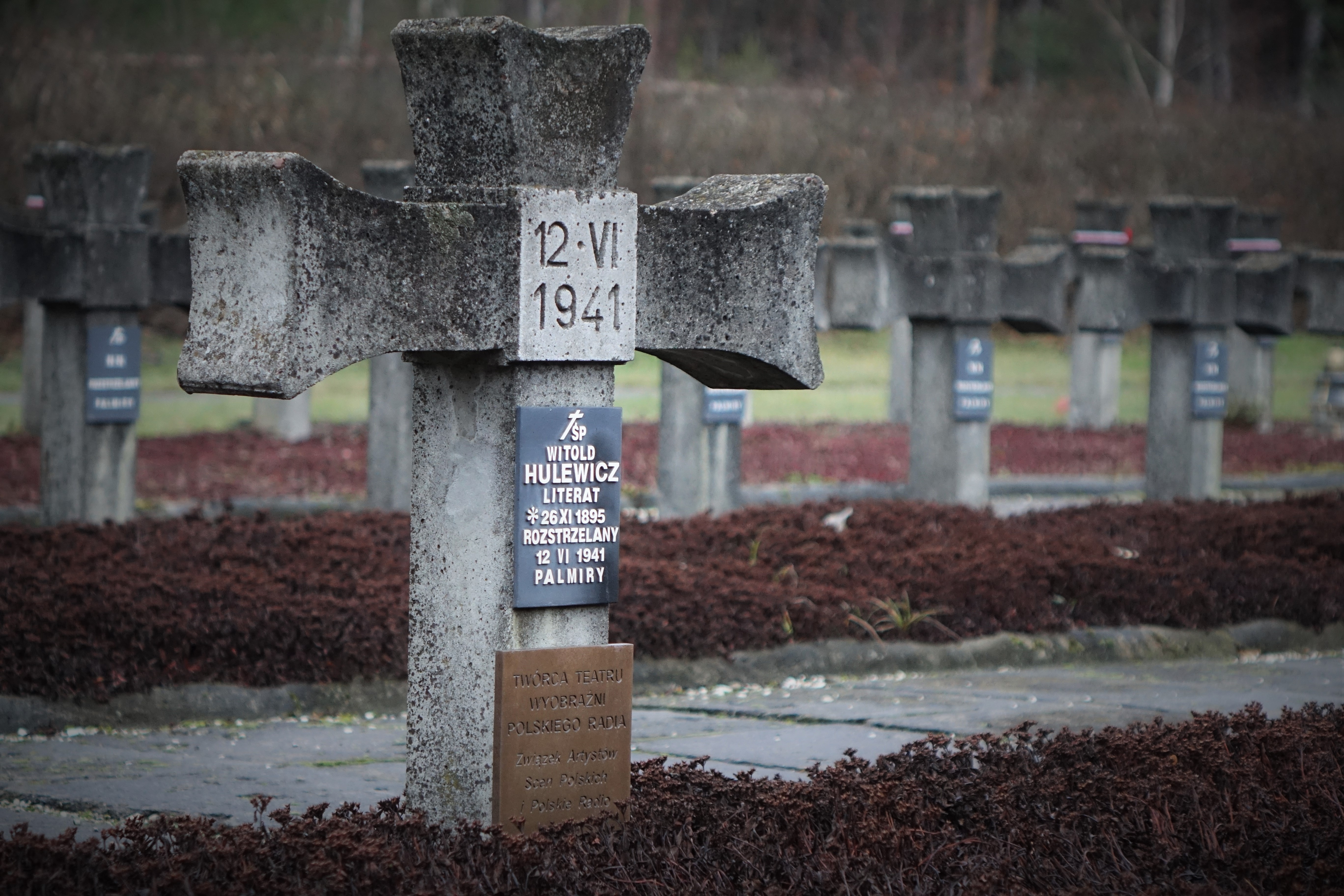
Grób Witolda Hulewicza

W 1929 ze wsi Palmiry w głąb lasu zbudowano drogę prowadzącą do ukrytych magazynów wojskowych, składającą się z dwóch pasm bruku przedzielonych na środku rzędem sosen, które miały maskować drogę przed atakiem lotniczym. W tym okresie do magazynów też doprowadzono bocznicę kolei normalnotorowej z Warszawy Gdańskiej przez Młociny, Łomianki do Palmir. We wrześniu 1939 r. toczyły się tu zacięte walki z wojskami niemieckimi, które nie chciały dopuścić do wywiezienia z magazynów zapasów broni oraz amunicji dla broniących się polskich oddziałów w Modlinie, Zakroczymiu i Warszawie. Ostatecznie polscy żołnierze w połowie września wysadzili w powietrze magazyny z amunicją i miejsce to obecnie jest głębokim dołem, który miejscowi ludzie nazywają „Po wybuchu”.
W pobliżu Palmir - na polanie położonej około 7 kilometrów od szosy modlińskiej przy drodze do wsi Pociecha – okupanci niemieccy masowo mordowali więźniów politycznych przywożonych z Warszawy. Między grudniem 1939 a lipcem 1941 roku na „palmirskiej polanie śmierci” odbyło się co najmniej 20 egzekucji, w których zginęło ponad 1700 osób narodowości polskiej i żydowskiej, zazwyczaj przywiezionych z warszawskich więzień i aresztów. Największa masakra miała miejsce w dniach 20-21 czerwca 1940, kiedy to w ramach tzw. akcji AB zamordowanych zostało co najmniej 358 więźniów Pawiaka - w tym wielu przedstawicieli polskiej elity politycznej, intelektualnej i kulturalnej. W dniach egzekucji Niemcy stosowali zwiększone środki ostrożności (miejsca egzekucji otaczały wzmocnione patrole wojska i żandarmerii nie wpuszczając nikogo do lasu, a pracowników leśnych zwalniając z pracy), maskując później w różny sposób masowe groby np. sadzeniem młodników. Pomimo tego miejsce każdej zbrodni było podpatrywane przez miejscową ludność i oznaczane. Nie wykluczone, że nie wszystkie miejsca zostały znalezione. Po wojnie w 24 miejscach wskazanych przez leśników rozpoczęto prace ekshumacyjne przez ekipy Polskiego Czerwonego Krzyża i do 2 czerwca 1946 wydobyto ponad 1700 zwłok, z czego 170 stanowiły kobiety, a rozpoznano jedynie 400. Delegat Międzynarodowego Czerwonego Krzyża, Szwajcar dr Emil Bosch, który przybyły na miejsce ekshumacji w maju 1946 r., oświadczył dziennikarzom, że „wstrząsające dowody martyrologii Polski, jakich świadkiem był na Palmirach, przekraczają wszystkie jego dotychczasowe wyobrażenia o zbrodniach niemieckich”.
Po zakończeniu ekshumacji w Palmirach Polski Czerwony Krzyż przystąpił do badania kolejnych mogił ofiar zbiorowych mordów:
- od 16 do 19 lipca 1946 r. rozkopano koło Stefanowa w lesie chojnowskim 3 mogiły zbiorowe pochodzące ze stycznia i lutego 1943 r.,
- wiosną 1947 r. dokonywano ekshumacji w rejonie Młocin,
- od 31 marca do 3 kwietnia w Szwedzkich Górach,
- 12 i 13 maja na wydmie Łuże w pobliżu Wólki Węglowej,
- 14 i 16 maja w Wólce Węglowej,
- od 16 do 22 maja w Laskach.

Z wyjątkiem nielicznych przypadków, gdzie rodziny same postanowiły pochować swoich bliskich, większość zwłok z tych ekshumacji złożono na utworzonym w 1948 roku cmentarzu-mauzoleum w Palmirach.
Ostatecznie w Palmirach spoczywa:
- 1793 osoby stracone w Palmirach w latach 1939–1941
- 96 osób straconych na Szwedzkich Górach w styczniu 1940 r.
- 48 obywateli Legionowa rozstrzelanych 26 lutego 1940 r.
- 115 osób straconych w Laskach w 1942 r.
- 83 osoby stracone na Wydmach Łuże w 1942 r.
- 102 osoby stracone w Lasach Chojnowskich koło Stefanowa w styczniu i w lutym 1943 r.
- 15 osób straconych w Wólce Węglowej w maju 1943 r.

W roku 1973 w pobliżu cmentarza otwarto Muzeum Walki i Męczeństwa pokazujące eksponaty związane z wrześniem 1939, konspiracją i walkami partyzanckimi na terenie Puszczy Kampinoskiej oraz dokumenty i rzeczy znalezione w czasie ekshumacji. Muzeum od 1980 jest oddziałem Muzeum Historycznego m.st Warszawy. 9 lipca 2004 roku nad Puszczą Kampinoską przeszła trąba powietrzna, wyrządzając szkody w pasie długości 14 km i szerokości 200 m, powalając drzewa na obszarze około 97 ha. Na przełomie roku 2004 i 2005 usunięto wiatrołomy, a wiosną 2005 żołnierze Garnizonu Warszawskiego obszar ten zalesili.
W roku 2004 i 2005 cmentarz został okradziony – zginęło z krzyży wiele aluminiowych tabliczek identyfikujących pomordowanych – ogółem ukradziono 2218 tabliczek. W ich miejsce Urząd Wojewódzki postanowił zamontować tabliczki z żywicy epoksydowej niestanowiące zachęty dla złodziei, jednak do dziś nie wszystkie brakujące tabliczki zostały uzupełnione.

## Muzeum – Miejsce Pamięci Palmiry
W roku 2009 Stołeczny Zarząd Rozbudowy Miasta ogłosił konkurs na budowę nowego muzeum. Budowa rozpoczęła się w kwietniu 2010 i została sfinansowana ze środków miejskich, unijnych i Rady Ochrony Pamięci Walk i Męczeństwa. Nowe muzeum przybrało postać surowego budynku z betonu i szkła wkomponowanego w las kampinoski. Placówkę otwarto 31 marca 2011. W uroczystości wzięli udział: prezydent Bronisław Komorowski, prezydent Warszawy Hanna Gronkiewicz-Waltz, przewodniczący Rady Ochrony Pamięci Walk i Męczeństwa Władysław Bartoszewski i jej sekretarz generalny Andrzej Kunert.
Muzeum – Miejsce Pamięci Palmiry jest oddziałem Muzeum Warszawy.

## Cmentarz
Przy wejściu na cmentarz umieszczono wyryte w kamieniu słowa, pierwotnie wyryte przez nieznanego więźnia na ścianie celi nr 6 w więzieniu w dawnej siedzibie Gestapo w alei J. Ch. Szucha 25:

Łatwo jest mówić o Polsce, trudniej dla niej pracować,
jeszcze trudniej umrzeć, a najtrudniej cierpieć.
Nad cmentarzem górują 3 krzyże posiadające zmienione proporcje – ich dłuższe ramiona mają symbolizować rozłożone ręce rozstrzeliwanego człowieka.
W lesie otaczającym cmentarz miejsca pochówków oznaczone są parami betonowych krzyży – podobne krzyże, tylko drewniane znajdują się w miejscach innych egzekucji np. w Lesie Młocińskim na Młocinach.
Rokrocznie, począwszy od 1959 roku, w II połowie października na terenie Cmentarza-Mauzoleum Palmiry ma swoje zakończenie impreza o charakterze turystyczno-patriotycznym Centralny Zlot Młodzieży „Palmiry” organizowana przez PTTK.

## Groby (m.in.)
- Adolf Kutkowski (wiceburmistrz Łowicza), XVIII/57
- Dawid Przepiórka (szachista)
- Halina Jaroszewiczowa (senator), XVII/90
- Henryk Brun (Prezes Stowarzyszenia Kupców Polskich, poseł na Sejm), XV/89
- Jan Pohoski (wiceprezydent Warszawy), XIII/22
- Janusz Kusociński (olimpijczyk), XIII/34
- Juliusz Dąbrowski (harcmistrz ZHP)
- Kazimierz Zakrzewski (profesor UW), XXIII/25
- Maciej Rataj (Marszałek Sejmu), B
- Mieczysław Markowski (burmistrz Piaseczna), XVII/121
- Julian Mermon – ppłk dr – wieloletni naczelny Lekarz Garnizonu Legionowo
- Mieczysław Niedziałkowski (działacz PPS), A
- Mikołaj Bożym (burmistrz Legionowa), XVI/55
- Stanisław Piasecki (działacz narodowy i dziennikarz)
- Stefan Kopeć (profesor UW), XXIII/24
- Tomasz Stankiewicz (olimpijczyk), XV/3
- Henryk Starczewski – kpt. – bohater wojny 1920 r. i działacz niepodległościowy z Jabłonny
- Witold Hulewicz (literat, kierownik literacki Polskiego Radia w Warszawie), IX/7
- bł. ks. Zygmunt Sajna, XXI/49
- Agnieszka Dowbor-Muśnicka (córka  naczelnego dowódcy Sił Zbrojnych Polskich w byłym zaborze pruskim gen. Józefa Dowbor-Muśnickiego), mogiła K

## Dojazd komunikacją miejską
Od 9 IV 2011 r. dojazd do Cmentarza w Palmirach zapewnia linia Zarządu Transportu Miejskiego nr 800 kursująca w soboty, niedziele i święta w okresie wiosenno-letnim z pętli Metro Młociny.

## Filmy
- Polskie drogi (1976) – scena końcowa odcinka nr 6 przedstawia mord w Palmirach.
- Palmiry – Polski Katyń (2012) – film dokumentalny z cyklu Polska z historią w tle (odc. 62)